# Блондинка (фильм)
«Блондинка» (англ. Blonde) — американская биографическая психологическая драма режиссёра Эндрю Доминика, рассказывающая о жизни Мэрилин Монро, экранизация одноимённого бестселлера Джойс Кэрол Оутс. Главные роли в фильме исполнили Ана де Армас, Эдриен Броуди, Бобби Каннавале, Завьер Сэмюел и Джулианна Николсон. Фильм был встречен противоречивыми отзывами от кинокритиков и зрителей. В то время как игра де Армас получила всеобщее признание, откровенное изображение жизни Монро было раскритиковано как эксплуататорское и неэтичное. «Блондинка» участвовала в основной программе 79 Венецианского кинофестиваля, была номинирована на ряд кинонаград, стала лидером по числу номинаций на «Золотую малину» и была признана «худшим фильмом года».

## Сюжет
Главная героиня фильма — Норма Джин Мортенсон, выросшая под присмотром психически неуравновешенной матери Глэдис. На седьмой день рождения в 1933 году она получает фотографию в рамке с изображением человека, который, по словам Глэдис, является её отцом. Той же ночью на голливудских холмах вспыхивает пожар, Глэдис везет туда дочь, говоря, что её отец живёт там, но возвращается домой по приказу полиции. Разъяренная Глэдис пытается утопить девочку в ванне, когда та спрашивает об отце. Через несколько дней Норму Джин отправляют в детский дом, а Глэдис — в психиатрическую больницу.
В 1940-х годах Норма Джин становится пинап-моделью под сценическим именем «Мэрилин Монро», появляется на обложках журналов и в календарях. Пытаясь пробиться в кино, она подвергается изнасилованию со стороны президента киностудии Мистера З. В 1951 году Норма Джин получает роль Нелл в фильме «Можно входить без стука», позже знакомится с Чарльзом «Кэссом» Чаплином-младшим и Эдди Робинсоном-младшим, с которыми вступает в полиаморные отношения. В 1953 году к ней приходит популярность благодаря роли в фильме «Ниагара», но из-за этого приходится избегать появления с любовниками на публике. Норму Джин это расстраивает, она чувствует, что образ Мэрилин — всего лишь роль, а не её истинная сущность.
Героиня беременеет от Кэсса, но решает сделать аборт из страха, что ребёнок может унаследовать психические проблемы своей бабушки. Она слишком поздно меняет своё решение и сразу после аборта разрывает отношения с Кэссом и Эдди. Позже Норма Джин без особой охоты становится женой бывшего спортсмена Джо. Тот бьёт её из-за обнажённых фотографий, требует, чтобы она отказалась сниматься в фильме «Зуд седьмого года». Героиня отказывается подчиниться и вскоре разводится с Джо. В 1955 году она выходит за известного драматурга Артура Миллера, переезжает с ним в штат Мэн, где живёт счастливой жизнью. Её беременность прерывается из-за случайного падения. Подавленная, Норма Джин возвращается вскоре к актёрской деятельности.
Во время съемок фильма «В джазе только девушки» героиня становится все более неуправляемой и психически неуравновешенной. Она подавлена постоянным вниманием прессы, ей кажется, что она становится посмешищем, часто происходят вспышки гнева, усиливается отдаление от Артура. Чтобы справиться со стрессом, Норма Джин начинает принимать таблетки. К 1962 году она становится зависимой от наркотиков и алкоголя. Героиню насилует президент. Она узнает о смерти Кэсса и получает почтой чучело тигра, которое он ей оставил. В чучеле Норма Джин находит записку с признанием: письма, которые она получала якобы от своего отца, на самом деле были написаны Кэссом. Потрясенная этим открытием, героиня принимает повышенную дозу барбитуратов; умирая на кровати, она видит, как отец приветствует её в загробном мире.

## В ролях
| Актёр              | Роль                                                              |
| ------------------ | ----------------------------------------------------------------- |
| Ана де Армас       | Норма Джин / Мэрилин Монро                                        |
| Эдриен Броуди      | Драматург, третий муж Нормы Джин (прототип — Артур Миллер)        |
| Бобби Каннавале    | Бывший спортсмен, второй муж Нормы Джин (прототип — Джо Ди Маджо) |
| Завьер Сэмюел      | Чарли «Кэсс» Чаплин-младший                                       |
| Джулианна Николсон | Глэдис, мать Нормы Джин                                           |
| Лили Фишер         | Норма Джин в детстве                                              |
| Эван Уильямс       | Эдди Робинсон-младший                                             |
| Каспар Филлипсон   | Президент (прототип — Джон Кеннеди)                               |
| Дэвид Варшофски    | Мистер З (прототип — Дэррил Занук)                                |
| Дэн Батлер         | Исаак Шинн                                                        |
| Сара Пэкстон       | Мисс Флинн                                                        |
| Ребекка Уайсоки    | Ивет                                                              |
| Тоби Хасс          | Уайти                                                             |
| Равиль Исьянов     | Билли Уайлдер                                                     |

## Создание и релиз
Проект был анонсирован в мае 2010 года, причём главную роль должна была сыграть Наоми Уоттс, а Эндрю Доминик собирался стать режиссёром и автором сценария. Старт производства был запланирован на январь 2011 года, но съёмки тогда так и не начались. Доминик позже заявил, что надеется на возобновление работы в 2013 году. В апреле 2014 года Джессика Честейн заменила Уоттс в качестве предполагаемой Монро, но спустя несколько месяцев покинула проект по неизвестным причинам. В августе 2016 года Netflix приобрёл права на дистрибуцию фильма. В марте 2019 года стало известно о начале пре-продакшна. Ана де Армас получила главную роль, Брэд Питт, Деде Гарднер, Джереми Клейнер, Трейси Лэндон и Скотт Робертсон из кинокомпании Plan B Entertainment стали продюсерами. Съёмки начались 4 августа 2019 года и проходили в Лос-Анджелесе до 6 октября.
Летом 2021 года стало известно, что между Эндрю Домиником и Netflix разгорелся конфликт из-за финальной версии ленты. Увидев готовый фильм, руководители сервиса пришли в ужас от излишней откровенности и сцен изнасилования. Они требовали вырезать эти сцены, но Доминик был категорически против. В результате релиз несколько раз переносился. После долгих разбирательств Доминику позволили выпустить ленту в режиссёрской версии, присвоив ей самый взрослый рейтинг — NC-17. Картина стала первым оригинальным проектом от сервиса с таким рейтингом.
Мировая премьера фильма состоялась в рамках конкурсной программы 79-го Венецианского кинофестиваля 8 сентября 2022 года. На следующий день ленту показали на Фестивале американского кино в Довиле, где Ана де Армас получила награду «Восходящая звезда Голливуда». 16 сентября фильм отправился в ограниченный прокат по некоторым городам США. Релиз на Netflix состоялся 28 сентября.

## Саундтрек
Авторами и продюсерами всех песен стали Ник Кейв (друг Эндрю Доминика, герой его документальной ленты «Ещё раз с чувством») и Уоррен Эллис.
| №                   | Название                              | Длительность |
| ------------------- | ------------------------------------- | ------------ |
| 1.                  | «Pearly»                              | 6:43         |
| 2.                  | «Shard»                               | 2:52         |
| 3.                  | «Fire In The Hills»                   | 3:58         |
| 4.                  | «Gemini»                              | 5:21         |
| 5.                  | «Abortion»                            | 2:31         |
| 6.                  | «Glass Sliver»                        | 1:00         |
| 7.                  | «Gemini Acoustic»                     | 6:05         |
| 8.                  | «Goddess Of Love On A Subway Grating» | 2:24         |
| 9.                  | «Strawberry»                          | 1:45         |
| 10.                 | «Bright Horses (Instrumental)»        | 3:45         |
| 11.                 | «Peroxide»                            | 6:20         |
| 12.                 | «I Love Love Love You All»            | 3:11         |
| 13.                 | «Wig»                                 | 3:22         |
| 14.                 | «Nembutal»                            | 2:54         |
| 15.                 | «A World Of Light»                    | 6:46         |
| Общая длительность: | Общая длительность:                   | 59:3         |

## Оценки
Фильм получил противоречивые отзывы. На сайте-агрегаторе Rotten Tomatoes его рейтинг составил 41 % при средней оценке 5.5/10. Консенсус сайта гласит: «На „Блондинку“ может быть трудно смотреть, поскольку она колеблется между комментариями об эксплуатации и участием в ней, но блестящее выступление Аны де Армас не позволяет отвести взгляд от экрана ни на минуту». На Metacritic фильм получил 50 баллов из 100, что указывает на «смешанные или средние отзывы».
На мировой премьере фильма в Венеции зрители удостоили создателей картины 14-минутными стоячими овациями, что стало рекордом года на фестивале. Критики были в восторге от игры Аны де Армас, высоко оценили визуальную и операторскую работу, но неоднозначно отнеслись к режиссёрскому видению Эндрю Доминика: звучали мнения, что фильм слишком трагичен, тягуч и местами неприятен из-за детальных и жестоких сцен секса и других интимных моментов. Кэтрин Брей из Empire сочла, что в «Блондинке» не удалось раскрыть тайну жизни Монро: по её мнению, картина «показывает маленькую потерянную девочку, которая постоянно называет своих возлюбленных „папочкой“ и реагирует на каждую новую неудачу всё той же дрожащей от слез гримасой инженю». Ричард Лоусон из Vanity Fair назвал фильм «увлекательной альтернативой традиционному байопику», Дэймон Уайз из Deadline Hollywood увидел в нём «фильм ужасов в сюрреалистическом, кошмарном стиле», сравнимый с фильмами Дэвида Линча.
Дэвид Руни из The Hollywood Reporter назвал «Блондинку» «обязательной к просмотру», несмотря на её «дикие излишества и сомнительную жестокость». О «неумолимой жестокости» написал в своей рецензии и Джек Кинг из GQ. Лесли Фелперин из The Guardian охарактеризовал фильм как «восхитительный, трогательный и крайне раздражающий», оценив его на три звезды из пяти, так как в нём «всё чересчур». Софи Монкс Кауфман из IndieWire восхитилась игрой Армас и режиссурой, но раскритиковала изображение Монро: «Мэрилин здесь — сексуальная, говорящая с придыханием блондинка, у которой проблемы с папочкой. И это всё, ребята». Манола Даргис из New York Times заявила, что «в очередной раз режиссёр больше заинтересован в изучении тела [Монро], чем в проникновении в её сознание»; по мнению критика, «учитывая все унижения и ужасы, которые Мэрилин Монро пережила за свои 36 лет, это облегчение, что ей не пришлось страдать из-за вульгарности „Блондинки“, новейшего некрофилического развлечения, эксплуатирующего её». Джастин Чанг из  Los Angeles Times написал, что фильм «превращает Мэрилин Монро в олицетворение страдания, зацикливаясь на её боли настолько одержимо, что даже мимолетные моменты сопереживания в фильме ощущаются как ещё одна форма эксплуатации».
«Временами фильм напоминает скотобойню, на которую смотрят глазами животного», — написал Бильге Эбири из Vulture. Энтони Лейн в рецензии для The New Yorker высоко оценил игру де Армас и визуальный стиль фильма, но подверг резкой критике изображение Монро как «ослепительное, чересчур затянутое и несправедливое», оказывающее героине медвежью услугу. Джейк Коул из журнала Slant поддержал Лейна, увидев в «Блондинке» «худший вид феминизма: он настолько поглощён желанием „спасти“ женщину, что делает её жертвой по максимуму, чтобы сделать спасение более достойным похвал». Стефани Захарек из Time раскритиковала Доминика за то, что он «не оставляет места для многомерности Мэрилин в реальной жизни»: по мнению критика, «Мэрилин — блестящую, проницательную, хотя часто проблемную актрису — почти невозможно разглядеть в умышленно невежественной блондинке в стиле фрейдистских фантазий». Джесси Томпсон из The Independent поставила фильму одну звезду из пяти как «унизительному, эксплуататорскому и женоненавистническому», «скучному, довольному собой и понятия не имеющему, что оно пытается сказать».
Джойс Кэрол Оутс, по роману которой был снят фильм, назвала его «изысканным портретом Мэрилин Монро, созданным Аной де Армас и Эндрю Домиником; если бы на месте хоть одного из них был бы кто-то другой, то, возможно, такого безупречного результата не получилось бы. Тон фильма трудно классифицировать: не сюрреалистичный, но и не полностью реалистичный, не „ужасный“, но пропитанный страхом ужаса». Особой похвалы удостоилась Ана де Армас, игру которой писательница назвала «поразительной». Актриса Джейми Ли Кёртис, дочь актёра Тони Кёртиса, снимавшегося с Монро в фильме «В джазе только девушки», увидев черновой монтаж картины, заявила: «Я упала на пол. Я не могла в это поверить. Ана полностью исчезла. Она была Мэрилин». Эдриен Броуди, сыгравший в фильме третьего мужа Монро Артура Миллера, так отозвался о картине: «Это великолепно и мощно. Эндрю Доминик просто потрясающий, и я очень благодарен за то, что мне довелось поработать с ним. Он такой талантливый, и Ана де Армас просто возмутительно хороша. Она неотразима как Мэрилин, как Норма Джин. Очень убедительна». Брэд Питт, один из продюсеров фильма, отметил, что Ана де Армас «феноменальна в этой роли. Это была сложная задача, на создание фильма ушло десять лет. Только найдя Ану, мы, наконец, смогли добраться до финиша».
Фильм вызвал споры, когда стало известно, что ему был присвоен самый взрослый рейтинг NC-17; многие опасались, что он будет эксплуататорским по отношению к Монро. Говоря о рейтинге в интервью Screen Daily, Доминик заявил: «Это требовательный фильм. Если он не нравится публике, это проблема грёбаной публики. Он не баллотируется на государственную должность».
После выхода трейлеров к фильму выбор де Армас на роль Монро вызвал негативную реакцию некоторых зрителей: появилось мнение, что её этническое происхождение не соответствует происхождению Монро, а в её речи заметили кубинский акцент. Официальные представители Монро из компании The Marilyn Monroe Estate выступили в поддержку де Армас, заявив: «Мэрилин Монро — единственная в своём роде икона Голливуда и поп-культуры, которая выходит за рамки поколений и истории. Любой актёр, который берётся за эту роль, знает, что на него возложена огромная ответственность. Судя по трейлеру, Ана де Армас — прекрасный выбор. Она точно передала гламур, человечность и уязвимость Мэрилин Монро. Нам не терпится увидеть фильм целиком!».
Издания Кинопоиск и /Film включили «Блондинку» в свои списки лучших фильмов 2022 года. При этом издания Entertainment Weekly и WhatCulture отнесли её к худшим картинам года.
«Блондинка» стала лидером по количеству номинаций на антипремию «Золотая малина» (восемь). В итоге она была признана худшим фильмом антипремии в 2023 году и получила антипремию за худший сценарий.

## Награды и номинации
| Награда                                   | Дата церемонии   | Категория                                                           | Номинант                                                 | Результат | Прим.  |
| ----------------------------------------- | ---------------- | ------------------------------------------------------------------- | -------------------------------------------------------- | --------- | ------ |
| Венецианский кинофестиваль                | 10 сентября 2022 | Золотой лев                                                         | Эндрю Доминик                                            | Номинация |        |
| Ассоциация кинокритиков Чикаго            | 14 декабря 2022  | Лучшая актриса                                                      | Ана де Армас                                             | Номинация | [ 43 ] |
| Золотой глобус                            | 10 января 2023   | Лучшая женская роль — драма                                         | Ана де Армас                                             | Номинация | [ 44 ] |
| Премия Лондонской ассоциации кинокритиков | 5 февраля 2023   | Актриса года                                                        | Ана де Армас                                             | Номинация | [ 45 ] |
| Премия Лондонской ассоциации кинокритиков | 5 февраля 2023   | Специальная театральная награда                                     | Лесли Шатц                                               | Номинация | [ 45 ] |
| Make-Up Artists and Hair Stylists Guild   | 11 февраля 2023  | Лучший макияж для исторического персонажа в полнометражном фильме   | Тина Рослер Кервин, Елена Эррой, и Кэсси Лайонс          | Номинация | [ 46 ] |
| Make-Up Artists and Hair Stylists Guild   | 11 февраля 2023  | Лучшая причёска для исторического персонажа в полнометражном фильме | Джейми Ли Макентош, Линн Дюли, Аху Мофид и Роберт Пикенс | Номинация | [ 46 ] |
| Премия Британской Академии в области кино | 19 февраля 2023  | Лучшая женская роль                                                 | Ана де Армас                                             | Номинация | [ 47 ] |
| AACTA                                     | 24 февраля 2023  | Лучшая актриса                                                      | Ана де Армас                                             | Номинация | [ 48 ] |
| Screen Actors Guild Awards                | 26 февраля 2023  | Лучшая женская роль                                                 | Ана де Армас                                             | Номинация | [ 49 ] |
| Золотая малина                            | 11 марта 2023    | Худший фильм                                                        | Деде Гарднер, Джереми Клейнер и Брэд Питт                | Победа    | [ 50 ] |
| Золотая малина                            | 11 марта 2023    | Худшая режиссура                                                    | Эндрю Доминик                                            | Номинация | [ 50 ] |
| Золотая малина                            | 11 марта 2023    | Худшая мужская роль второго плана                                   | Завьер Сэмюел                                            | Номинация | [ 50 ] |
| Золотая малина                            | 11 марта 2023    | Худшая мужская роль второго плана                                   | Эван Уильямс                                             | Номинация | [ 50 ] |
| Золотая малина                            | 11 марта 2023    | Худший сценарий                                                     | Эндрю Доминик, Джойс Кэрол Оутс                          | Победа    | [ 50 ] |
| Золотая малина                            | 11 марта 2023    | Худший актёрский дуэт                                               | Эндрю Доминик                                            | Номинация | [ 50 ] |
| Золотая малина                            | 11 марта 2023    | Худший актёрский дуэт                                               | Ана де Армас и Каспар Филлипсон за сцену в Белом доме    | Номинация | [ 50 ] |
| Золотая малина                            | 11 марта 2023    | Худший ремейк                                                       | Блондинка                                                | Номинация | [ 50 ] |
| Оскар                                     | 13 марта 2023    | Лучшая женская роль                                                 | Ана де Армас                                             | Номинация | [ 51 ] |
| Actors and Actresses Union Awards         | 13 марта 2023    | Лучшая актриса                                                      | Ана де Армас                                             | Победа    | [ 52 ] |
| Золотой трейлер                           | 29 июня 2023     | Лучший тизер                                                        | Официальный тизер (Empire Design)                        | Номинация | [ 53 ] |
| Золотой трейлер                           | 29 июня 2023     | Лучший оригинальный саундтрек                                       | Официальный тизер (Empire Design)                        | Номинация | [ 53 ] |